# Summer World University Games 2025/Teilnehmer (Nepal)
| Gelbes Symbol für Goldmedaillen mit stilisierten Olympischen Ringen | Graues Symbol für Silbermedaillen mit stilisierten Olympischen Ringen | Braundes Symbol für Bronzemedaillen mit stilisierten Olympischen Ringen |
| ------------------------------------------------------------------- | --------------------------------------------------------------------- | ----------------------------------------------------------------------- |
| —                                                                   | —                                                                     | —                                                                       |

Nepal nahm an den Summer World University Games 2025 vom 16. bis zum 27. Juli mit 14 Athleten (9 Männer und 5 Frauen) teil.

## Teilnehmer nach Sportarten

### Badminton
| Männer - Roshan Soud - Anil Malla - Kshitiz Khanal | Frauen - Nisham Subba - Ayushma Nepal |

### Leichtathletik
Männer
- Palden Pakhrin

### Taekwondo
| Männer - Abhishek Dallakoti - Rupesh Tamang - Pujan Khadka - Abhishek Baral | Frauen - Rejina Parki |

### Tischtennis
| Männer - Gananjaya Dahal - Ritiz Joshi | Frauen - Sikka Suwal - Diksha Dahal |